# إيفون أرتود
إيفون أرتود (بالإنجليزية: Yvonne Artaud)‏ ( ليون، 1924 - بونديشيري ، 5 أغسطس 2009) كانت معلمة وعالمة إثنولوجيا وعالمة نفس وفنانة فرنسية، وكانت مساعدة المفكر والفيلسوف ميدهاناندا. كانت من تلاميذ سري أوروبيندو وميرا الفاسا. أصبحت معلمة في المركز الدولي للتعليم وكفنانة، رسمت العديد من اللوحات الفنية وكتبت القصائد والمسرحيات. يتم حفظ أعمالها حاليًا في معهد أبحاث الهوية في بودوتشيري، الذي أسسته في عام 1978 مع ميدهاناندا.